# Jenón (general)
Jenón (griego: Ξενων) fue un general al servicio del rey seléucida Antíoco III el Grande (223-187 a. C.), que fue enviado junto a Teodoto Hemiolio en 221 a. C. contra el sátrapa rebelde Molón. Ante el avance de este, prefirieron refugiarse al abrigo de las ciudades de Babilonia, cediéndole con su pasividad la región de Apolonia y consolidando su situación.